# Arte et marte

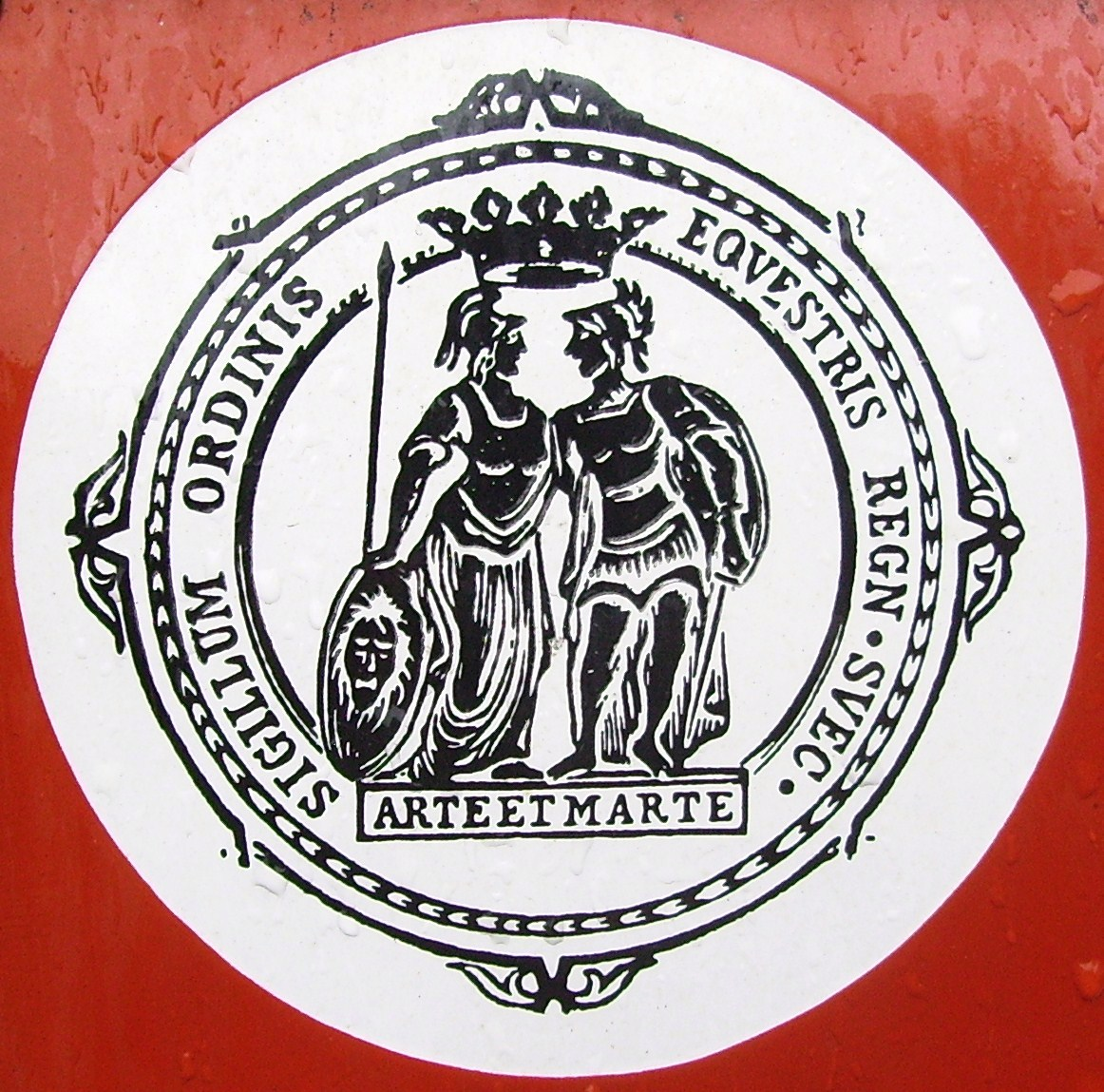
Arte et Marte i sigillet för Sveriges ridderskap och adel.

Arte et marte är en latinsk fras som betyder "konst och krig", vilket som motto kan uttydas som "genom fredliga och krigiska dåd" då substantiven står i singular ablativ. Mottot används av bland andra:
- Sveriges ridderskap och adel
- Royal Electrical and Mechanical Engineers i Storbritannien, Kanada och Australien
- Fartyget HMS Echo (H23) i Storbritanniens flotta